# Martin Gilbert (général)
Pour les articles homonymes, voir Martin Gilbert (homonymie).
Martin Gilbert (7 septembre 1888 à Meißen - 7 octobre 1959 à Mühlheim) est un Generalleutnant allemand qui a servi au sein de la Heer dans la Wehrmacht pendant la Seconde Guerre mondiale.

## Promotions
| Generalmajor    | 1er janvier 1940 |
| Generalleutnant | 1er janvier 1942 |